# Bent Løfqvist
Bent Løfqvist-Hansen (Copenaghen, 26 febbraio 1936 – Odense, 14 aprile 2022) è stato un calciatore danese, di ruolo attaccante.

## Carriera

### Club
Ha giocato con B 1913 (con cui è stato capocannoniere di una edizione della Coppa dei Campioni), Metz e Odense.

### Nazionale
Ha giocato una sola partita in nazionale, la disastrosa amichevole contro la Germania Ovest, disputata il 20 settembre 1961 e finita 5-1 per i tedeschi; entrò ad inizio ripresa al posto di Jørn Sørensen 

## Statistiche

### Cronologia presenze e reti in nazionale
| Cronologia completa delle presenze e delle reti in nazionale ― Danimarca | Cronologia completa delle presenze e delle reti in nazionale ― Danimarca | Cronologia completa delle presenze e delle reti in nazionale ― Danimarca | Cronologia completa delle presenze e delle reti in nazionale ― Danimarca | Cronologia completa delle presenze e delle reti in nazionale ― Danimarca | Cronologia completa delle presenze e delle reti in nazionale ― Danimarca | Cronologia completa delle presenze e delle reti in nazionale ― Danimarca | Cronologia completa delle presenze e delle reti in nazionale ― Danimarca |
| Data                                                                     | Città                                                                    | In casa                                                                  | Risultato                                                                | Ospiti                                                                   | Competizione                                                             | Reti                                                                     | Note                                                                     |
| ------------------------------------------------------------------------ | ------------------------------------------------------------------------ | ------------------------------------------------------------------------ | ------------------------------------------------------------------------ | ------------------------------------------------------------------------ | ------------------------------------------------------------------------ | ------------------------------------------------------------------------ | ------------------------------------------------------------------------ |
| 20-9-1961                                                                | Düsseldorf                                                               | Germania Ovest                                                           | 5 – 1                                                                    | Danimarca                                                                | Amichevole                                                               | -                                                                        | 46’                                                                      |
| Totale                                                                   |                                                                          | Presenze                                                                 | 1                                                                        |                                                                          | Reti                                                                     | 0                                                                        |                                                                          |

## Palmarès

### Individuale
- Capocannoniere della Coppa dei Campioni: 1

1961-62 (7 reti)